# Notiosorex
Notiosorex é um gênero mamífero da família Soricidae.

## Espécies
- Notiosorex cockrumi Baker, O'Neill e McAliley, 2003
- Notiosorex crawfordi (Coues, 1877)
- Notiosorex evotis (Coues, 1877)
- Notiosorex villai Carraway e Timm, 2000